# شی نانشون
شی نانشون (چینی: 施南生؛ زادهٔ ۸ اوت ۱۹۵۱) تهیه‌کننده فیلم، مجری اهل هنگ کنگ است که به سبب همکاری‌اش با کارگردان سینما تسوی هارک شهرت دارد.
از فیلم‌ها یا برنامه‌های تلویزیونی که وی در آن نقش داشته است می‌توان به دراگون تایگر گیت اشاره کرد.